# Тім Шервуд
Тім Шервуд (англ. Tim Sherwood, нар. 6 лютого 1969, Сент-Олбанс) — англійський футболіст, що грав на позиції флангового півзахисника. По завершенні ігрової кар'єри — тренер.

## Клубна кар'єра
У дорослому футболі дебютував 1986 року виступами за команду клубу «Вотфорд», в якій провів три сезони, взявши участь у 32 матчах чемпіонату.
Протягом 1989—1992 років захищав кольори команди клубу «Норвіч Сіті».
Своєю грою за останню команду привернув увагу представників тренерського штабу клубу «Блекберн Роверз», до складу якого приєднався 1992 року. Відіграв за команду з Блекберна наступні сім сезонів своєї ігрової кар'єри. Більшість часу, проведеного у складі «Блекберн Роверз», був основним гравцем команди. Був капітаном команди в сезоні  1993–94, коли «Блекберн Роверз» стали другими в Прем'єр-лізі. Як капітан команди, виборов титул чемпіона Англії в сезоні 1994–95. В цей час Кенні Далгліш бажав залучити до команди Зінедіна Зідана та Крістофа Дюгаррі, що грали у Франції за «Бордо». Власник Блекберна Джек Вокер на це відповів: «Навіщо підписувати Зідана, коли в нас є Тім Шервуд?»
Згодом з 1999 по 2004 рік грав у складі команд клубів «Тоттенгем Готспур» та «Портсмут».
Завершив професійну ігрову кар'єру у клубі «Ковентрі Сіті», за команду якого виступав протягом 2004—2005 років.

## Виступи за збірну
Протягом 1999 року провів три офіційні матчі у складі національної збірної Англії.

## Кар'єра тренера
Розпочав тренерську кар'єру невдовзі після припинення виступів на полі, прийнявши 2008 року пропозицію Гаррі Реднапа увійти до очолюваного ним тренерського штабу «Тоттенгем Готспур». Після уходу Реднапа з «Тоттенгема» продовжував працювати у лондонській команді як помічник нового головного тренера Андре Віллаш-Боаша. Після звільнення останнього 16 грудня 2013 року Шервуд виконував обов'язки головного тренера «шпор», а за тиждень, 23 грудня 2013 року був призначений головним тренером команди.

## Досягнення
«Блекберн Роверз»
- Чемпіон Англії: 1994–95